# El Abadengo

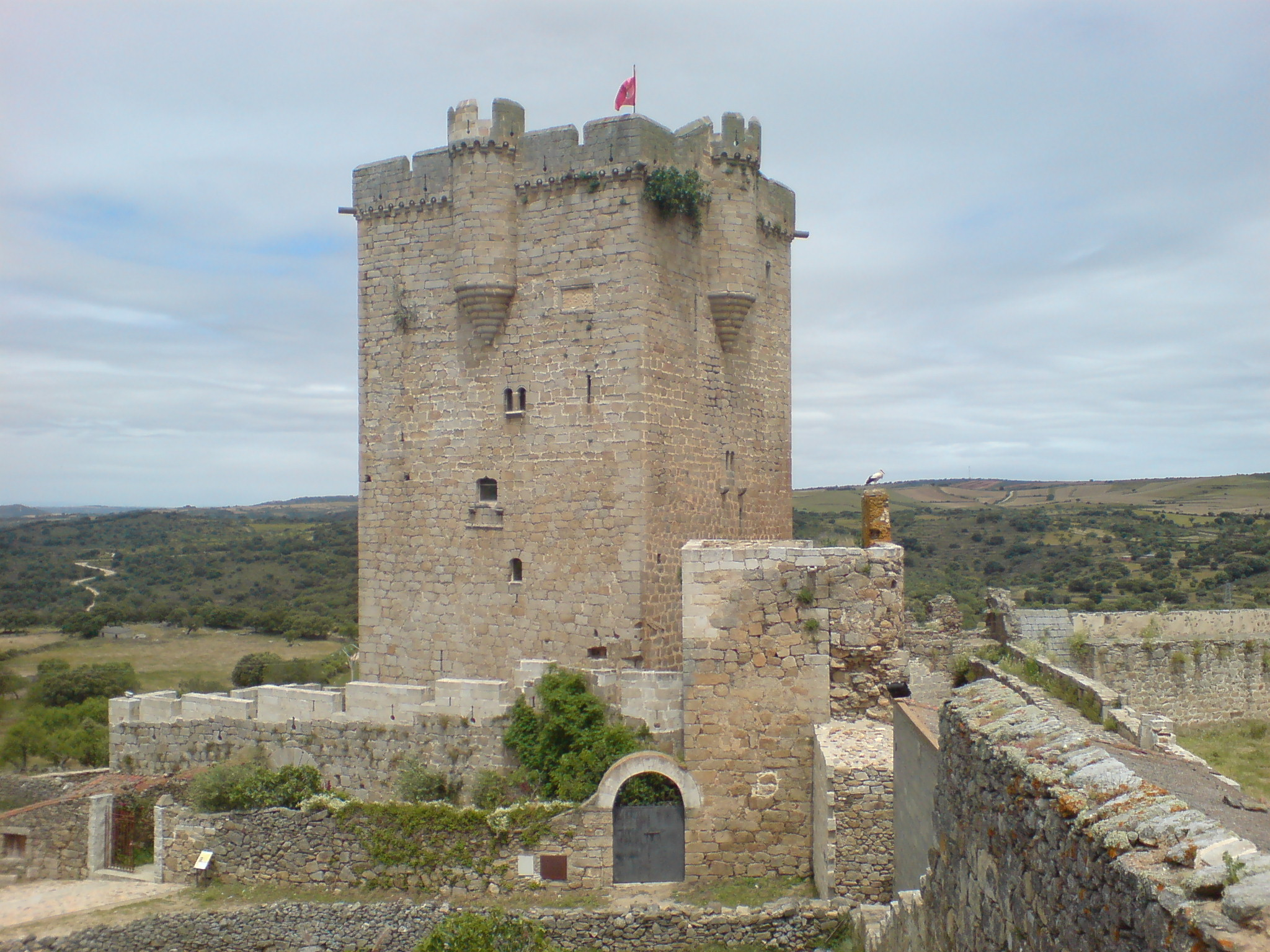
O castelo de São Felizes dos Galegos.

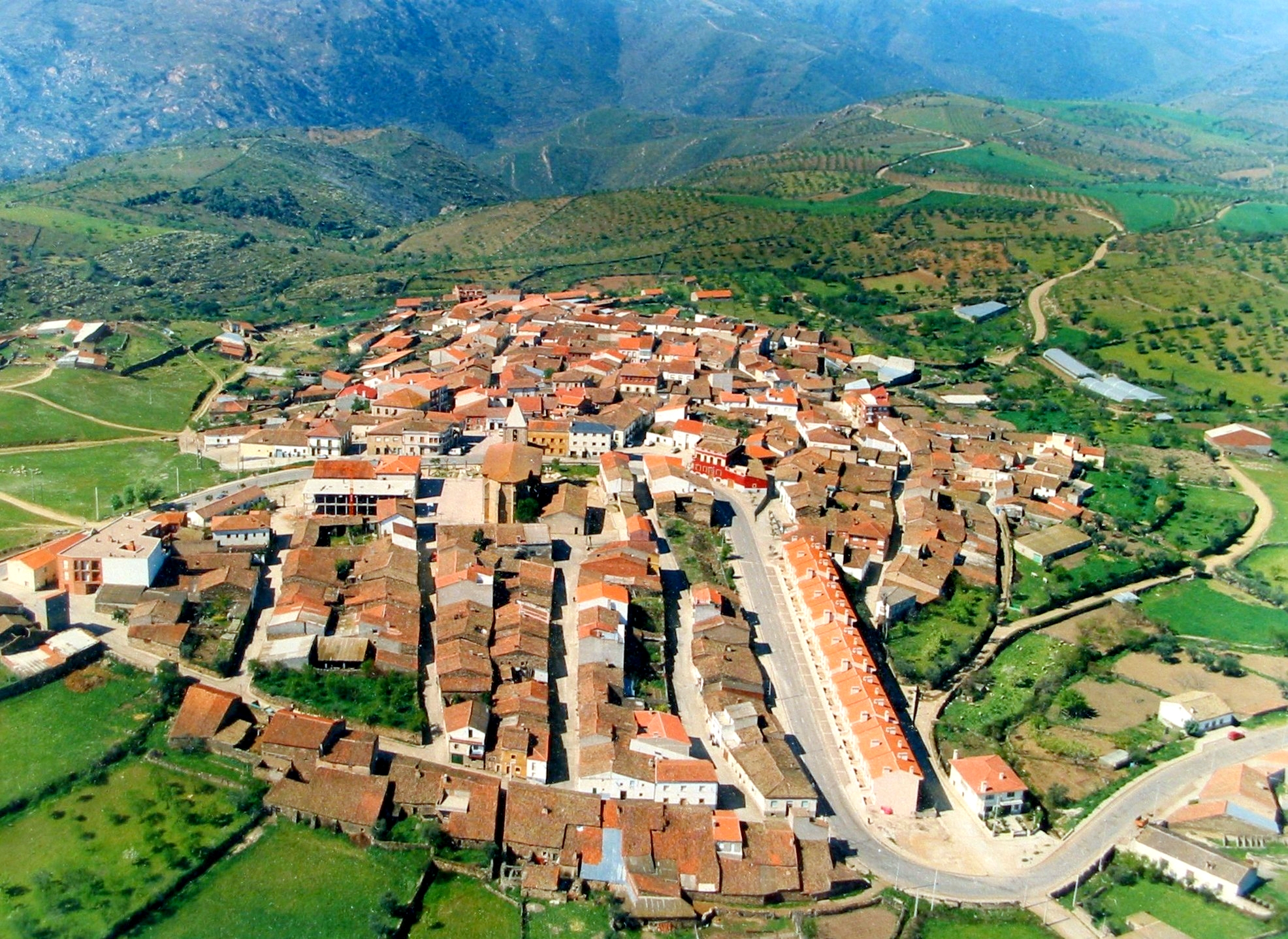
Vista aéra de A Fregeneda.

El Abadengo é uma subcomarca da comarca de Vitigudino, na província de Salamanca, comunidade autónoma de Castela e Leão, Espanha. Os seus limites não se correspondem com uma divisão administrativa, mas com uma demarcação histórico-tradicional, cultural e geográfica.

## Geografia

### Demarcação
Compreende 14 concelhos: Ahigal de los Aceiteros, Bañobárez, Bermellar, Bogajo, Cerralbo, Fuenteliante, Fregeneda, Hinojosa de Duero, Lumbrales, Olmedo de Camaces, La Redonda, São Felizes dos Galegos, Sobradillo e Villavieja. Considera-se Lumbrales como a capital.